# Finn Surman
Finn Surman (ur. 23 września 2003 w Christchurch) – nowozelandzki piłkarz grający na pozycji obrońcy w klubie Wellington Phoenix oraz reprezentacji Nowej Zelandii.
W swojej karierze grał także w Selwyn United. Zanim trafił do pierwszej drużyny Wellington Phoenix, występował w juniorskim zespole. W kadrze narodowej zadebiutował 17 listopada 2023 w meczu z Grecją. Został powołany na Puchar Narodów Oceanii 2024, gdzie zdobył gola w półfinałowym meczu z Tahiti.